# Alfie Templeman
Alfie George Templeman (* 2003 in Bedfordshire) ist ein englischer Singer-Songwriter.

## Biografie
Alfie Templeman wuchs in einer musikalischen Familie auf. Sein Vater spielte Gitarre und sammelte Instrumente, seine ältere Schwester lernte Klavier. Er selbst begann mit Schlagzeug, wechselte dann aber auch zur Gitarre. Mit 13 machte er Aufnahmen mit einer Aufnahmesoftware. Anfänglich spielte er nur instrumental, bis seine Mutter ihn überredete, Gesangsunterricht zu nehmen.
Zwei Jahre später hatte er seine erste professionelle EP beisammen, die beim Label Chess Club veröffentlicht wurde. Im Jahr darauf folgte mit Sunday Morning Cereal eine zweite EP und ein Minialbum mit 7 Songs unter dem Titel Don’t Go Wasting Time. Er machte sich langsam einen Namen im Musikgeschäft und bei der EP Happiness in Liquid Form hatte er schon Unterstützung von Nick Hodgson von den Kaiser Chiefs und Justin Young von den Vaccines.
Nachdem die Musikpresse endgültig auf ihn aufmerksam geworden war, wurde er in die Anfang 2021 veröffentlichten Sound-of-Liste der BBC aufgenommen, die die vielversprechendsten Neulinge für das kommende Jahr vorhersagte. Bereits im Mai veröffentlichte Templeman das nächste Minialbum Forever Isn’t Long Enough und diesmal schaffte er den Einstieg in die britischen Charts.

## Diskografie
Alben
- Like an Animal (EP, 2018)
- Sunday Morning Cereal (EP, 2019)
- Don’t Go Wasting Time (2019)
- Happiness in Liquid Form (EP, 2020)
- Forever Isn’t Long Enough (2021)
- Mellow Moon (2022)

Lieder
- Orange Juice (2018)
- Used to Love (2019)
- Forever Isn’t Long Enough (2020)
- Shady (2020)
- One More Day (featuring April, 2021)
- 3D Feelings (2021)
- Broken (2022)
- Leaving Today (2022)